# Châtelais
Pour l'acteur, voir Jean-Yves Chatelais.
Pour les articles ayant des titres homophones, voir Châtelet.
Châtelais est une ancienne commune française située dans le département de Maine-et-Loire, en région Pays de la Loire.
Elle est depuis le 15 décembre 2016 intégrée à la nouvelle commune de Segré-en-Anjou Bleu.

## Géographie

### Localisation
Commune angevine du Segréen, Châtelais se situe dans le nord du Maine-et-Loire en limite du département de la Mayenne, sur la route D 81, Bouillé Ménard - Saint Quentin les Anges.

### Relief et paysage
Son territoire se trouve sur l'unité paysagère du Plateau du Segréen.
La commune est traversée par la rivière de l'Oudon.

## Histoire

### Préhistoire et Antiquité
Châtelais figure, sous le nom de Combaristum, sur la table de Peutinger.

### Moyen Âge
Châtelais est une des trente deux villes closes de l'Anjou.

### Période contemporaine
Pendant la Première Guerre mondiale, 51 habitants perdent la vie. Lors de la Seconde Guerre mondiale, deux habitants sont tués.

## Politique et administration

### Administration municipale

#### Administration actuelle
Depuis le 15 décembre 2016 Châtelais constitue une commune déléguée au sein de la commune nouvelle de Segré-en-Anjou Bleu et dispose d'un maire délégué.
| Période       | Période  | Identité             | Étiquette | Qualité |
| ------------- | -------- | -------------------- | --------- | ------- |
| décembre 2016 | en cours | Pierre-Marie Heulin, |           |         |

#### Administration ancienne
| Période                                  | Période       | Identité            | Étiquette | Qualité              |
| ---------------------------------------- | ------------- | ------------------- | --------- | -------------------- |
| Les données manquantes sont à compléter. |               |                     |           |                      |
| 1983                                     | 2006          | Pierre Heulin       |           | Agriculteur retraité |
| 2006                                     | avril 2014    | Claude Baudin       |           | Cadre socio-éducatif |
| avril 2014                               | décembre 2016 | Pierre-Marie Heulin |           | Agriculteur          |

### Ancienne situation administrative
La commune était membre de la communauté de communes du Canton de Segré, elle-même membre du syndicat mixte Pays de l'Anjou bleu, Pays segréen, jusqu'à son intégration dans Segré-en-Anjou Bleu.

## Population et société

### Démographie
L'évolution du nombre d'habitants est connue à travers les recensements de la population effectués dans la commune depuis 1793. À partir du 1er janvier 2009, les populations légales des communes sont publiées annuellement dans le cadre d'un recensement qui repose désormais sur une collecte d'information annuelle, concernant successivement tous les territoires communaux au cours d'une période de cinq ans. 
Pour les communes de moins de 10 000 habitants, une enquête de recensement portant sur toute la population est réalisée tous les cinq ans, les populations légales des années intermédiaires étant quant à elles estimées par interpolation ou extrapolation. Pour la commune, le premier recensement exhaustif entrant dans le cadre du nouveau dispositif a été réalisé en 2008,.
En 2014, la commune comptait 662 habitants, en évolution de +3,92 % par rapport à 2009 (Maine-et-Loire : +3,3 %, France hors Mayotte : +2,49 %).
| 1793 | 1800 | 1806 | 1821 | 1831 | 1836  | 1841  | 1846  | 1851  |
| ---- | ---- | ---- | ---- | ---- | ----- | ----- | ----- | ----- |
| 960  | 849  | 837  | 917  | 906  | 1 020 | 1 010 | 1 025 | 1 085 |

| 1856  | 1861  | 1866  | 1872  | 1876  | 1881  | 1886  | 1891  | 1896  |
| ----- | ----- | ----- | ----- | ----- | ----- | ----- | ----- | ----- |
| 1 069 | 1 119 | 1 214 | 1 128 | 1 070 | 1 023 | 1 037 | 1 024 | 1 013 |

| 1901  | 1906  | 1911  | 1921 | 1926 | 1931 | 1936 | 1946 | 1954 |
| ----- | ----- | ----- | ---- | ---- | ---- | ---- | ---- | ---- |
| 1 076 | 1 100 | 1 065 | 968  | 942  | 864  | 808  | 842  | 807  |

| 1962 | 1968 | 1975 | 1982 | 1990 | 1999 | 2008 | 2013 | 2014 |
| ---- | ---- | ---- | ---- | ---- | ---- | ---- | ---- | ---- |
| 797  | 765  | 738  | 727  | 664  | 576  | 637  | 653  | 662  |

#### Pyramide des âges
La population de la commune est relativement jeune. Le taux de personnes âgées de plus de 60 ans (21,5 %) est en effet supérieur au taux national (21,8 %) tout en étant toutefois inférieur au taux départemental (21,4 %).
Contrairement aux répartitions nationale et départementale, la population masculine de la commune est supérieure à la population féminine (52,3 % contre 48,7 % au niveau national et 48,9 % au niveau départemental).
La répartition de la population de la commune par tranches d'âge est, en 2008, la suivante :
- 52,3 % d’hommes (0 à 14 ans = 24,6 %, 15 à 29 ans = 17,7 %, 30 à 44 ans = 21,6 %, 45 à 59 ans = 15,9 %, plus de 60 ans = 20,1 %) ;
- 47,7 % de femmes (0 à 14 ans = 21,4 %, 15 à 29 ans = 17,4 %, 30 à 44 ans = 20,4 %, 45 à 59 ans = 17,8 %, plus de 60 ans = 23,1 %).

| Hommes | Classe d’âge | Femmes |
| ------ | ------------ | ------ |
| 0,9    | 90 ans ou +  | 1,0    |
| 7,2    | 75 à 89 ans  | 6,6    |
| 12,0   | 60 à 74 ans  | 15,5   |
| 15,9   | 45 à 59 ans  | 17,8   |
| 21,6   | 30 à 44 ans  | 20,4   |
| 17,7   | 15 à 29 ans  | 17,4   |
| 24,6   | 0 à 14 ans   | 21,4   |

| Hommes | Classe d’âge | Femmes |
| ------ | ------------ | ------ |
| 0,4    | 90 ans ou +  | 1,1    |
| 6,3    | 75 à 89 ans  | 9,5    |
| 12,1   | 60 à 74 ans  | 13,1   |
| 20,0   | 45 à 59 ans  | 19,4   |
| 20,3   | 30 à 44 ans  | 19,3   |
| 20,2   | 15 à 29 ans  | 18,9   |
| 20,7   | 0 à 14 ans   | 18,7   |

### Enseignement
Châtelais possède une école : l'école primaire publique les Prévert .

### Santé
Châtelais est dotée d'un cabinet et  d'une pharmacie. (???)

## Économie
Sur 62 établissements présents sur la commune à fin 2010, 37 % relevaient du secteur de l'agriculture (pour une moyenne de 17 % sur le département), 5 % du secteur de l'industrie, 3 % du secteur de la construction, 39 % de celui du commerce et des services et 16 % du secteur de l'administration et de la santé.

## Culture locale et patrimoine

### Lieux et monuments
- Les fortifications, anciennes fortifications de la ville du XIIIe siècle, inscrites aux Monuments historiques[18].
- Le château de Saint-Julien, ancien prieuré, autrefois dénommé Saint Julien l'Ardent, Saint Julien Lardeux et Saint Julien la cité les Chastellays[19].
- Les Tilleuls, propriété préalablement baptisée château du Chalet.
- La Tour Carrée
- Le Domaine de La Petite Couère, parc animalier de 82 hectares[20].

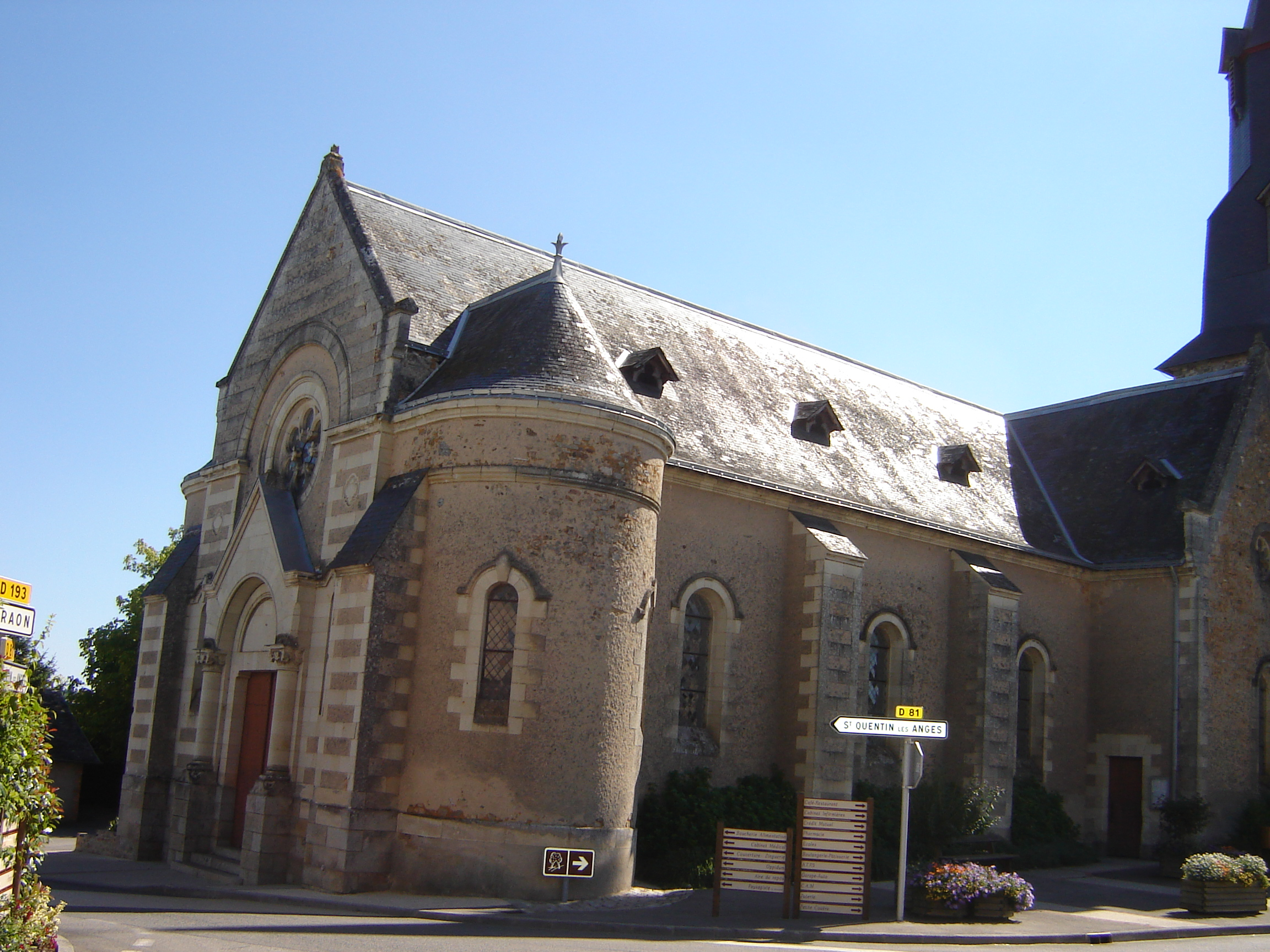
L'église Saint-Pierre.
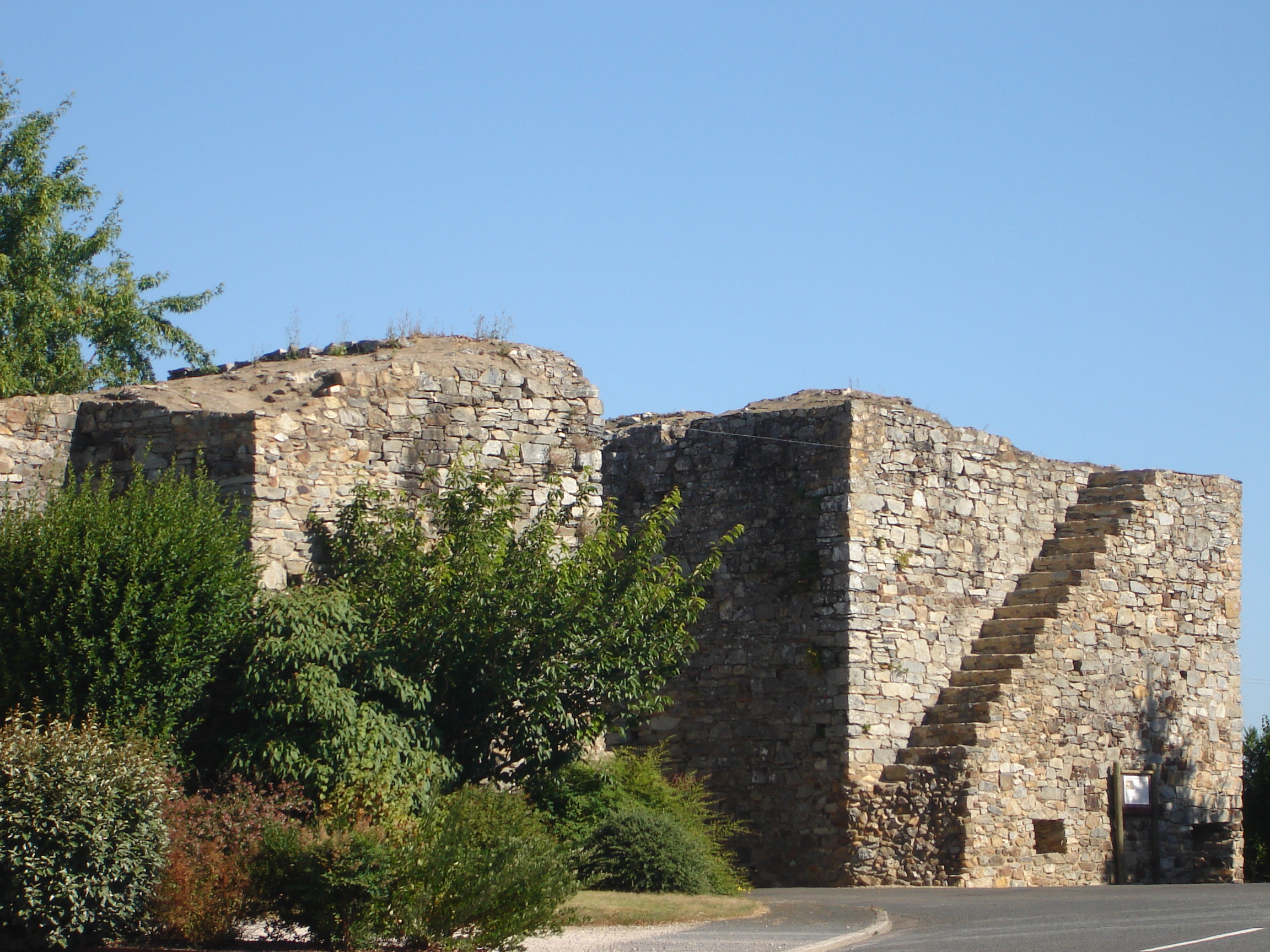
Autre vue de la porte Guerchoise.